# Kostel Nejsvětějšího Srdce Ježíšova (Kročehlavy)
Kostel Nejsvětějšího Srdce Ježíšova v Kladně se nachází v centru bývalého města (Staré) Kročehlavy, dnes v Kladně ve Školské ulici, u křižovatky silnic směr Praha a Unhošť. Jedná se o novodobý plochostropý obdélný kostel s věží v průčelí.

## Bohoslužby
Kostel je v Římskokatolické farnosti u kostela Nanebevzetí Panny Marie Kladno, bohoslužby jsou v neděli od 08.30, v pondělí a ve středu od 18.00.

## Historie
Původní provizorně zřízená veřejně přístupná kaple sv. Víta v budově školy byla zrušena v roce 1919. Nový kostel byl postavený podle návrhu Ing. J. Novotného vedle budovy kláštera řádu chudých školských sester de Notre Dame (dnešní církevní škola) jako filiální kostel děkanskému kostelu Nanebevzetí Panny Marie v Kladně-městě. Základní kámen posvětil metropolitní kanovník u sv. Víta v Praze, dr. Josef Čihák 28. června 1931. Na průčelí kostela je reliéf Krista od kladenského sochaře Jaroslava Volfa. Zařízení kostela je novodobé.

## Okolí kostela
U kostela je církevní škola a základní škola, v malém parčíku jsou památníky obětem I. a II. světové války. Za parčíkem je podchod pod Unhošťskou silnicí a za ním se nachází obchodní dům Baumax. Na Unhošťské ulici je autobusová zastávka „Kladno, Školská“.

## Galerie

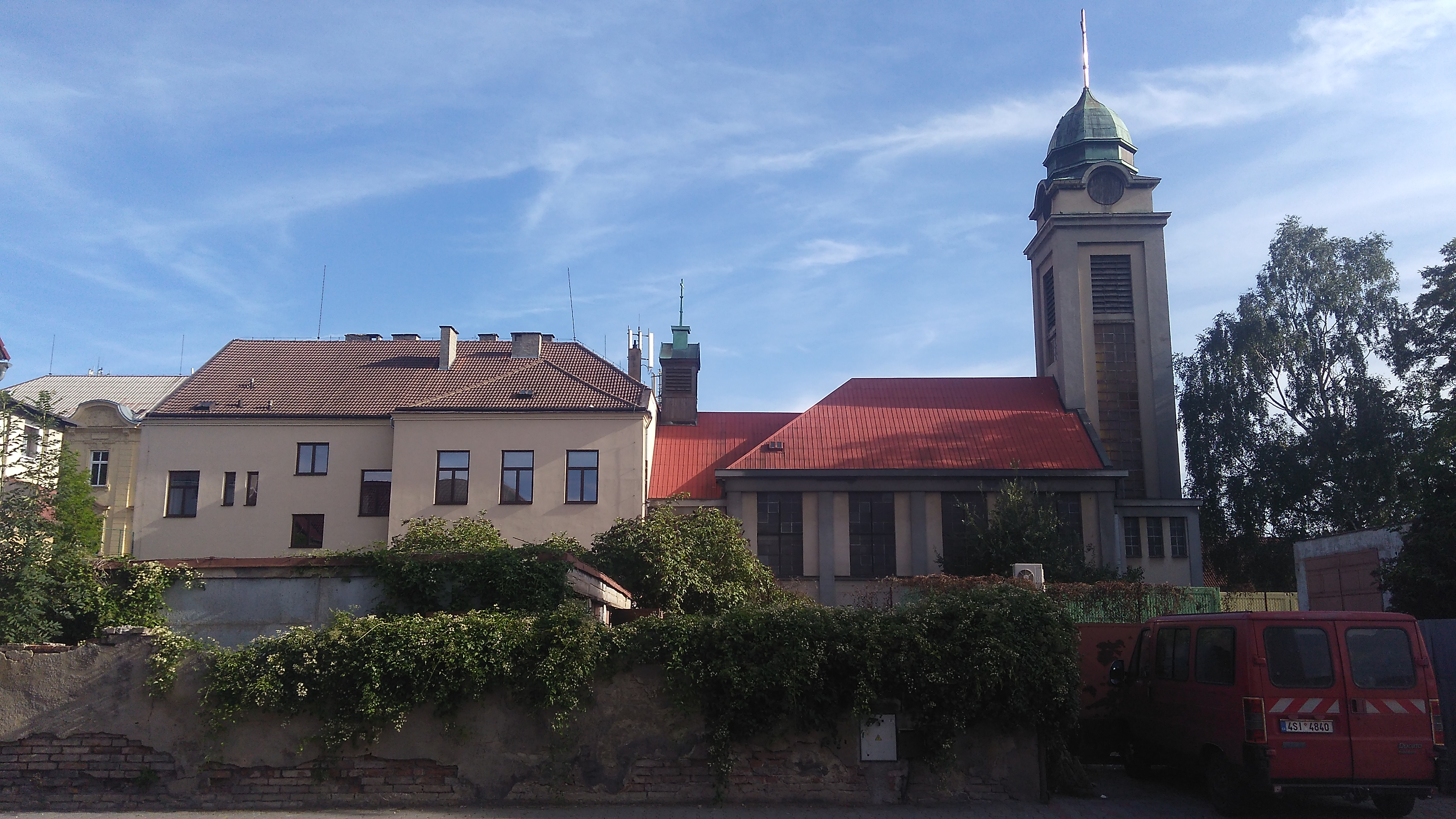
Pohled na školu a kostel od Kročehlavské ulice
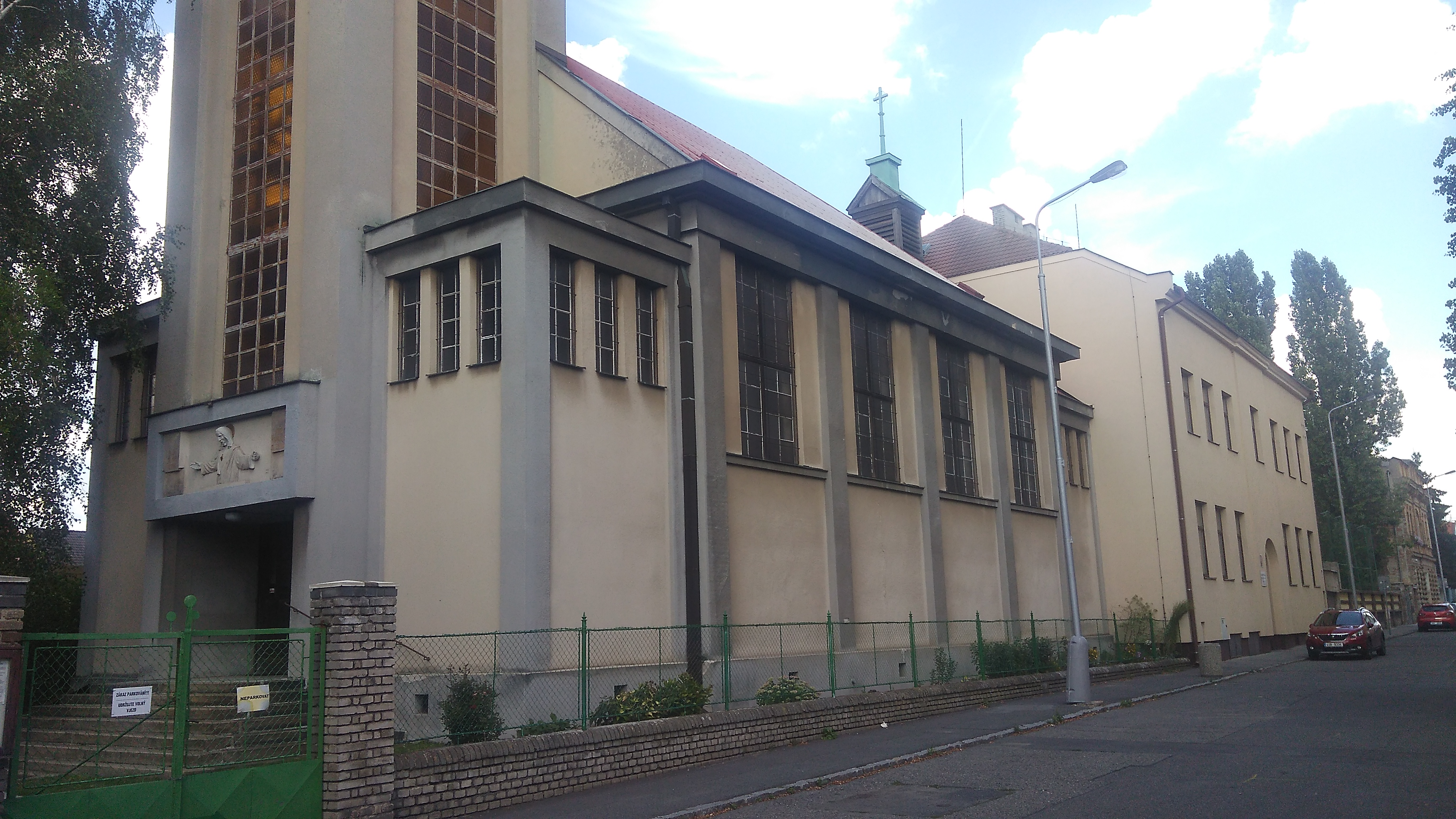
Pohled na kostel a školu od Školské ulice
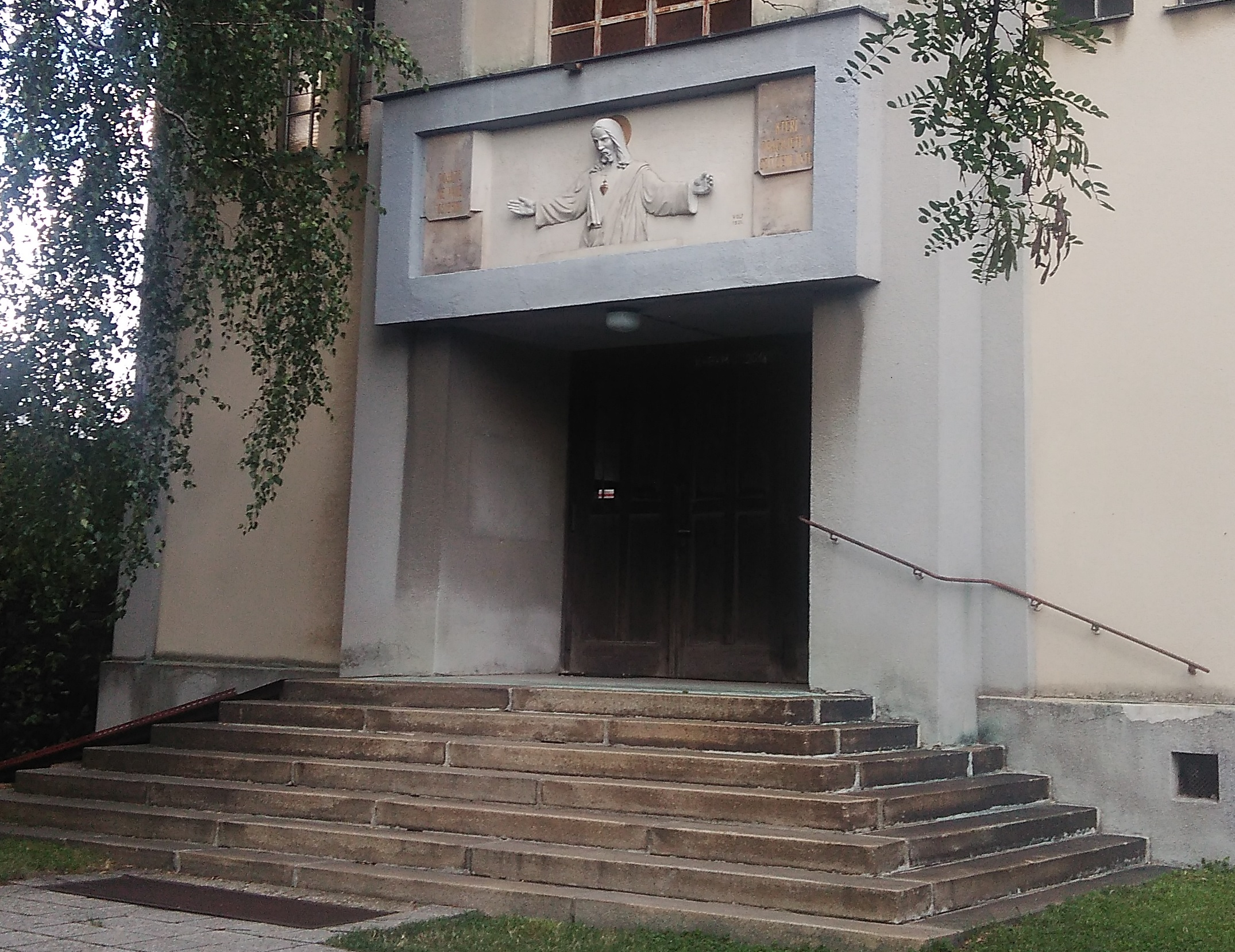
Reliéf Krista na průčelí od Jaroslava Volfa
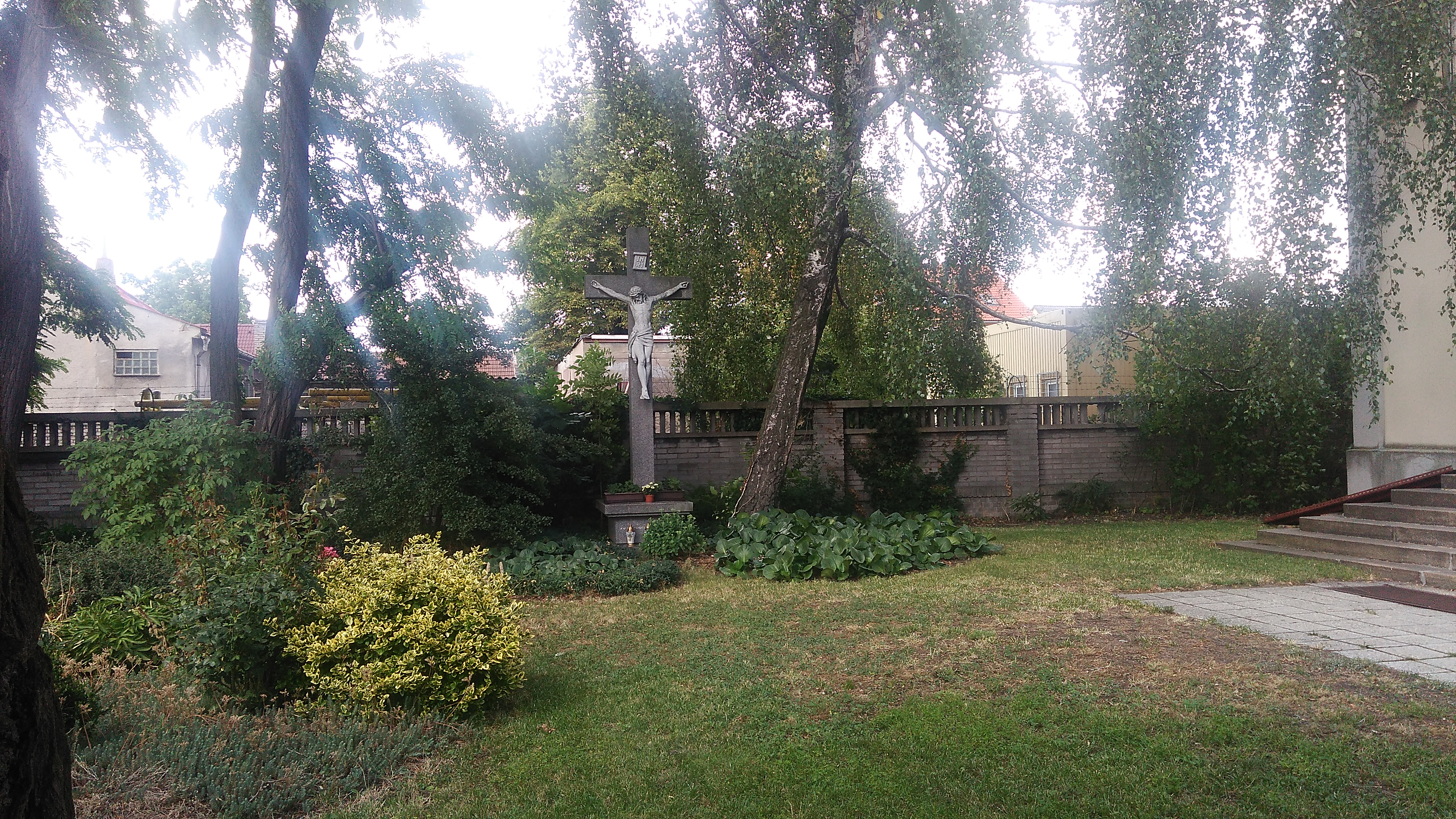
Kříž v zahradě před kostelem